# Hánier Dranguet
Hánier Humberto Dranguet (2 settembre 1982) è un ex calciatore cubano, di ruolo difensore.

## Carriera
Ha esordito con la Nazionale cubana nel 2008.